# Coptochirus endroedyyoungai
Coptochirus endroedyyoungai är en skalbaggsart som beskrevs av Bordat 1989. Coptochirus endroedyyoungai ingår i släktet Coptochirus och familjen Aphodiidae. Inga underarter finns listade i Catalogue of Life.